# 七龍珠Z外傳 賽亞人滅絕計畫
《七龍珠Z外傳 賽亞人滅絕計畫》（日语：ドラゴンボールZ 真サイヤ人絶滅計画）是BANDAI在1993年8月6日發售的Family Computer平台角色扮演類型遊戲，後來在Playdia平台發售互動式電影類型遊戲《七龍珠Z 真賽亞人滅絕計畫》，遊戲分成地球篇和宇宙篇，地球篇是在1994年9月23日發售，宇宙篇是1994年12月16日發售。除了遊戲外也在1993年發售OVA版共有兩卷。

## 遊戲系統
遊戲的地圖場景是使用卡牌根據卡牌的星數（Z是10）來進行移動，卡牌右下角的標誌共有7種，不同的標誌會根據特定情況出現不同的效果，另外新增地區移動和自動移動。本作取消以往的等級制和BP等能力數值，玩家只能透過不同方式增加HP來強化遊戲角色，當進入戰鬥時後首先是選擇自動或手動戰鬥，戰鬥是用排列卡牌的方式進行攻擊，卡牌的漢字代表各種戰鬥動作，星數則是攻撃力，可使用卡牌的張數最初最多只能使用1～3張，隨者故事的進展會增加可使用卡牌的上限（最多7張），玩家也可以選擇防禦將7張卡牌保留給下一位角色使用，使用各角色的必殺技則必須依據卡牌的漢字排列出2張～5張的特定順序或是使用特定道具。在本作貝吉塔依舊是只由電腦控制，只有參戰天下第一武道會才可手動控制。在完結遊戲後主選單會出現小遊戲中心（サブゲームセンター），讓玩家玩遊戲中的4個修行小遊戲。

## 故事
地球被不明人物設置了排放デストロンガス的機器裝置，當孫悟空等人各自到世界各地破壞機器裝置完畢後準備要破壞最後機器裝置的時候卻出現過去曾被孫悟空打倒的弗利沙等人。

## 角色
主要角色
孫悟空、孫悟飯、比克、特南克斯、貝吉塔
攻撃補助角色
饮茶、無限、天津飯、餃子
飲茶用操氣彈攻擊敵方一個角色，無限用擴散能量波攻擊全體敵方角色，天津飯用四身拳攻擊全體敵方角色，餃子用超能力封鎖敵方一個角色。
敵方主要角色
卡華沙、達列斯、史拉格、弗利沙、克維拉、ゴッドガードン、萊基、哈奇亞克
哈奇亞克在《七龍珠Z 真賽亞人滅絕計畫》中會變化成第二型態。

## OVA
OVA版分成上下卷VHS，上巻是在1993年7月23日發售，下巻是在1993年8月25日發售。當時發售宣傳這是攻略影片，但是影片內容是以戰鬥劇情的動畫為主。2010年11月11日發售PlayStation 3和Xbox 360的3D格鬥遊戲《DRAGONBALL RAGING BLAST 2》收錄播放長度約30分的重製動畫《七龍珠 超級賽亞人滅絕計畫》。

### 配音
| 七龍珠Z外傳 賽亞人滅絕計畫 - 孫悟空、孫悟飯、达列斯：野澤雅子 - 比克：古川登志夫 - 特南克斯：草尾毅 - 贝吉塔：堀川亮 - 布瑪：鶴弘美 - 琪琪：渡邊菜生子 - 丹丹：鈴木富子 - 波波：西尾德 - 莱基：小川真司 - 弗利沙、克維拉：中尾隆聖 - 史拉格、哈奇亚克、邦卡：屋良有作 - 卡華沙、ゴッドガードン：江川央生 - 旁白、界王、布里夫博士：八奈見乘兒 | 七龍珠 超級賽亞人滅絕計畫 - 孫悟空、孫悟飯、达列斯：野澤雅子 - 比克：古川登志夫 - 特南克斯：草尾毅 - 贝吉塔：堀川亮 - 布瑪：鶴弘美 - 琪琪：渡邊菜生子 - 弗利沙、克維拉：中尾隆聖 - 史拉格：稻田彻 - 哈奇亚克：石川英郎 - 莱基：岩崎博 - 旁白、界王：八奈見乘兒 - 茲夫爾人：藤本たかひろ - 巨大猿猴：宮坂俊藏、赤羽根健治、角田雄二郎 - リポーター：庄司宇芽香 - 年輕女性：齊藤佑圭 |

### 工作人員
| 七龍珠Z外傳 賽亞人滅絕計畫 - 原作：鳥山明 - 企画：週刊少年Jump、V Jump、東映動画 - 劇本：小山高生 - 作畫監督：島貫正弘 - 美術監督：田尻健一 - 音樂：石川惠樹 - 製作人：森下孝三 - 監督：山内重保 - 製作：東映動画 | 七龍珠 超級賽亞人滅絕計畫 - 原作：鳥山明『Dragonball』集英社刊 - 企画：三戶亮、中島光司、廣木朋子、近藤修治、小原康平、若林豪 - 原作劇本：小山高生 - 脚色：田中仁 - 音樂：高木洋 - 製作担当：風間厚德 - 角色設計、作画監督：山室直儀 - 美術監督：常盤庄司 - 音響監督：長崎行男 - 演出：上田芳裕 - 製作：東映動畫 |

## 評價
《七龍珠Z外傳 賽亞人滅絕計畫》在Fami通 247號的クロスレビュー獲得22分（滿分40分）。

## 外部連結
- 互联网电影数据库（IMDb）上《七龍珠Z外傳 賽亞人滅絕計畫》的资料（英文）